# 取引コスト
取引コスト（とりひきこすと、英: transaction cost）とは、市場に参加して経済取引を行う際にかかる費用を指す、経済学分野の用語。金融商品を売買したり代金を口座振込する際にかかる金融機関等の手数料がその一例だが、購入商品を見定める労力や手間、相手との価格交渉なども取引コストにあたる。

## 概要
オリバー・ウィリアムソンは取引コストを企業の経済体系を運営する費用と定義し、製造コストと違って、経営陣は取引コストと製造コストを測ることで企業戦略を決定すると述べた。取引コストとは、取引を成立させる際の計画立案、決定、計画変更、紛争解決および販売後も含まれる費用の総額である。したがって、取引コストは事業運営や同管理において最重要といえる要因の1つである。
ウィリアムソンの著書『Transaction Cost Economics（取引コストの経済学）』が取引コストの概念を普及させた。ダグラス・ノースは、社会における一連の規則と理解される制度が取引コストの決定において重要だと主張している。この意味で、小さな取引コストを促す制度は経済成長を後押しする。
ノースは、取引コストを構成する要因として「測定」「執行」「イデオロギーの体制および認知」「市場規模」の4つを挙げている。「測定」は、取引に関わる商品やサービス全体の価値を算出することを言う。「執行」は、取引に関与する当事者双方が取引の一部を不履行しないことを保証する公平な第三者の必要性だと定義されうる。この2要因は、ノースのいう取引コストの第3要因「イデオロギーの体制および認知」の概念にも表れている。「イデオロギーの体制および認知」は、個人それぞれの価値観をまとめたもので、これが各個人の世界の解釈に影響を与える。ノースによる取引コストの最後の要因は、取引の公平・不公平に影響を与える「市場規模」である。
取引コストは、次の3分野に大別できる。
- 探索コスト（情報コストとも）は、必要とされる商品が市場で入手可能なのかか、それが安い値段なのか、などを判断する際のコスト。
- 契約コスト（決定コストとも）は、取引相手と容認できうる合意に達し、適切な契約を結ぶのに必要となるコスト。ゲーム理論ではこれをチキンゲームに例えて分析している。資産市場や組織経済学においては、需要と供給間の隔たりを示すある種の関数である。
- 執行コストは、相手方が契約条件を遵守していることを確認し、違反が判明した場合は適切な措置を（多くの場合は法体系を通じて）講じるためのコスト。

例えば、中古車を購入する人は様々な取引コストと直面する。探索コストは、買いたい1台の車を見つけたり、その車の状態を判断するコスト。契約コストは、売り手と価格交渉するコスト。執行コストは、約束された状態で売り手が車を確実に引き渡すためのコストである。

## 発展の歴史

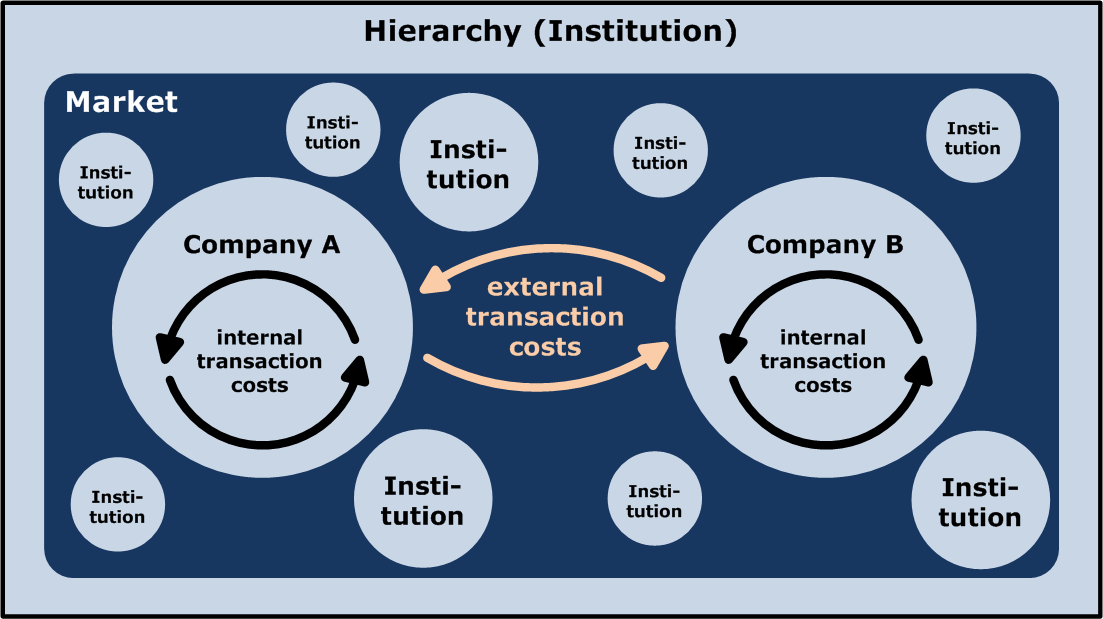
この図は、経済取引を調整する組織のありうる形態としての制度と市場を表したもの。外部取引コストが内部取引コストよりも高い場合、会社は成長していく。内部取引コストが外部取引コストよりも高い場合、会社は（例えば外部委託等をして）縮小することになる。

取引が経済的考察の基盤を形成するという考えは、制度派経済学者のジョン・ロジャーズ・コモンズ(1931)により導入された。彼は「取引が商品の交換ではなく、社会によって作られた財産権と自由権の個人間における譲渡と獲得であり、それゆえ労働者が生産したり消費者が消費したり商品が物理的に交換される前に、当事者間で交渉が行われる必要がある」と述べた。
しばしば「取引コスト」という用語はロナルド・コースによって造られたと考えられていて、彼は特定の経済行為がいつ企業で行われるのか市場でいつ行われるのかを予測する理論的枠組みとしてそれを使っていた。しかし実際のところ取引コストという用語は1970年代までのコースの初期の論文では出てこない。具体的な用語を作らなかったとはいえ、確かにコースは1937年の論文"The Nature of Firm（企業の体質）"で「価格メカニズムを使用するコスト」を議論しており、そこで初めて取引コストの概念について論じた。企業や市場組織の研究に取引コストの概念が導入されたのはこれが最初であるが、正式な理論としての「取引コスト」は1960年代後半から1970年代初頭に始まった。「市場取引のコスト」についての言及は、彼の1960年の研究論文"The Problem of Social Cost（社会コストの問題）"である。なお、「取引コスト」という用語自体は実のところ1950年代における貨幣経済学の文献に遡ることができ、特定個人によって意識的に生みだされたものではないと見られている。 
議論の余地はあるが、取引コストの論考はオリバー・ウィリアムソンの著書『Transaction Cost Economics（取引コストの経済学）』を通じて最も広く知られるようになった。今では取引コストの経済学が様々な行動を説明するのに使われている。これは売り手と買い手が明白なケースだけでなく、日々の感情的な交流、非公式な贈り物交換の類も「取引」として考慮に含むようになった。世紀の変わり目に最も引用された社会科学者の一人オリバー・ウィリアムソンは、2009年にノーベル経済学賞を受賞した。
「取引コスト」という語句には、少なくとも 二つの定義が文献で一般的に使用されている。取引コストは「ロビンソン・クルーソー経済」では考えられないコストであると、スティーブン・チュンによって広く定義されている。チュンによると、もし経済学の文献で「取引コスト」という言葉がさほど普及していなければ、それらはもっと適切に「制度上のコスト」と呼ばれるべきだという。しかし、多くの経済学者がその定義を組織の内部コストを除外したものに限定しているようである。後者の定義は、コースによる「価格メカニズムのコスト」の初期分析および市場取引手数料としての用語の起源と並行する。
定義が幅広くなるに従い、どのような種類の制度（企業、市場、フランチャイズなど）が特定の商品やサービスを生産および提供する取引コストを最小限に抑えるかを多くの経済学者が尋ねている。多くの場合、これらの関係は結んでいる契約の種類によって分類される。このアプローチは新制度派経済学の範疇で進められることがある。
とりわけ、分散型台帳技術やブロックチェーンといった第4次産業革命に関連する技術は、従来の契約形態に比べて取引コストを削減する可能性が高い。

## 凡例
供給業者は、非常に激しい競争環境で顧客と価格交渉して小型部品を構築する場合がある。しかし、部品を作るにあたり供給業者は他の製品を作るのには容易に使い回せない特殊機械の構築に迫られたりもする。ひとたび契約が供給業者と結ばれると、顧客と供給業者の関係は競争環境から独占（モノプソニー）へと変わり、これは売り手買い手双方の独占関係 (Bilateral monopoly) として知られている。これは、値下げが発生した場合などに顧客が供給業者に対してより大きな影響力を有するという意味である。このような潜在的なコストを避けるために、こうした事案を避ける目的で「人質」を交換する場合がある。ここでの「人質」とは、部品工場における部分的所有権などがありうる。
自動車企業とその供給業者は多くの場合このケースに当てはまり、自動車企業は供給業者に値下げを強要している。軍需供給業者とアメリカ軍は逆の問題を抱えているようで、コスト超過が非常に頻発している。企業資源計画(ERP) などの科学技術がこれらへの技術的支援を提供しうるものとなっている。
ノースによる取引コストの4要因の1つである測定の例は、マンクール・オルソンの1993年の著作『Dictatorship, Democracy, and Development（独裁、民主主義、開発）』に詳述されている。ごろつきの悪党達は市民からどれだけのお金を毟り取れるのかに基づいて自分達の強盗成功を計算する、とオルソンは記している。ノースのいう取引コストの要因2番目の執行は、ディエゴ・ガンベッタの1996年の著書『The Sicilian Mafia: the Business of Private Protection（シチリアのマフィア:私的護衛のビジネス）』に例示されている。ガンベッタは、シチリアマフィアとの取引で調停役の役割を担う"ペッペ(Peppe)”の概念を説明している。当事者双方とも取引終了を維持するのが確実とはいえないため、ペッペが必要とされている。測定と執行がノースのいう第3要因イデオロギーの体制および認知を構成する。各個人の見解が、各々の取引をどう進めるかに影響を及ぼす。

## 新古典ミクロ経済学との違い
ウィリアムソンは1996年の『The Mechanisms of Governance（統治のメカニズム）』で、取引コスト経済学(TCE)が以下の点で新古典ミクロ経済学と異なると主張している。
| 項目                   | 新古典ミクロ経済学                                                                                               | 取引コスト経済学 |
| ---------------------- | --- | --- |
| 行動上の想定           | 極端な論理性 (hyperrationality) を想定し、日和見主義に関する危害の大部分を無視                                   | 限定合理性を想定 |
| 分析単位               | 商品とサービスの混成に関して                                                                                     | 取引自体を分析 |
| 支配構造               | 企業を生産関数 (技術的構造) として説明                                                                           | 企業を支配構造 (組織構造)として説明 |
| 問題とする財産権と契約 | 多くの場合、財産権は明確に定義されており、裁判所によってそれらの権利を行使するコストは無視できるほど僅かだと想定 | 財産権と契約を問題として扱う |
| 離散構造解析           | 二次経済化（利鞘の調整）を達成する目的で、モード分析(continuous marginal modes)を使用                            | 一次経済化(基本的支配構造の改善)を実現するために、企業の基本構造とその支配を分析 |
| 救済性                 | 利潤最大化や費用最小化を効率性の基準と認識                                                                       | 最適な解決策はなく全ての打開策に欠陥があると主張し、それゆえ優れた打開策が無くともその導入で純利益を生み出す解決策に至る「最適」な効率性の模索                                                                       |
| 不完全な市場           | 不完全市場の重要性を軽視                                                                                         | 取引コストの影響がポートフォリオ管理者とオプション取引業者に元の分析をデリバティブ市場に拡張する新古典主義的に最適なポートフォリオから逸脱させることに繋がった、とロバート・アルムグレンやニール・クリスらが示した。 |

取引コストの枠組みは、目的合理性 (Instrumental rationality) の概念および行動予測に関するその含蓄を否定する。手段的合理性は、実行者による世界の理解が世界の客観的現実と変わらないことを前提としているが、取引コストに焦点を当てる学識者は実行者が世界に関する完璧な情報を欠いている（限定合理性のため）点に着目している。

## ゲーム理論
ゲーム理論では、アンデルリーニとフェリ(2006)によって取引コストが研究されている。彼らは、当事者双方が一緒に黒字を生み出すことができるモデルを検討している。黒字を生み出すには当事者双方が必要である。しかし、当事者達は黒字の分割について交渉する前に、各々が取引コストを負担する必要がある。当事者の交渉力と取引コストの大きさとの間に不一致がある場合、取引コストが深刻な問題を引き起こすことをアンデルリーニとフェリーは発見した。特に、取引コストが大きいのに当事者が将来の交渉で黒字のごく一部しか掴めない（つまり交渉力が小さい）場合、当事者はこの取引コストを負担しようとせず、そのため黒字総額が失われる。アンデルリーニとフェリによってモデル構築された取引コストの存在は、グロスマン・ハート・ムーアによる企業理論 (Theory of the firm) の中核となる見識を覆しうることが示されている

## 評価メカニズム
オリバー・ウィリアムソンは1979年、評価メカニズムが交換頻度、資産特定性、不確実性、日和見主義の脅威という4変数で成り立っていると主張した。
- 交換頻度は、市場での買い手活動または当事者間に起こるの取引頻度のことを言う。取引頻度が高いほど、相対的に管理コストと交渉コストが高くなる。
- 資産特定性は、立地、物理的資産、人的資産の特定性からなる。特定資産への投資は市場流動性を持たない特殊な投資である。契約が終了すると、特定資産の投資を再展開できなくなる。したがって、この取引の変更または終了は大きな損失という結果をもたらすだろう[27]。
- 不確実性とは、市場取引所で発生するかもしれないリスクを言う。環境の不確実性増大は、情報取得コスト、管轄コスト、交渉コストといった取引コストの増加を伴うことになる。
- 日和見主義の脅威は人間の性質に起因する。販売会社の日和見的な振る舞いは、取引調整コストの増加や契約の終了につながる可能性がある。企業は統治メカニズムを用いて日和見主義の脅威を軽減することができる。